# Fonds bleu pour le Bassin du Congo
Der Fonds bleu pour le Bassin du Congo (dt.: „Blauer Fonds für das Kongobecken“) ist ein internationaler Entwicklungsfonds, der den Staaten der Subregion des Kongobeckens den Übergang von einer auf der Ausbeutung der Wälder basierenden Wirtschaft zu einer Wirtschaft ermöglichen soll, die stärker Ressourcen aus der Wasserwirtschaft, insbesondere von Flüssen, nutzt. Das Abkommen zur Errichtung dieses Fonds wurde am 9. März 2017 in Oyo in der Republik Kongo von zwölf Ländern dieser Subregion unterzeichnet.

## Ziele
Das Kongobecken ist nach dem Amazonasbecken der zweitgrößte Kohlenstoffspeicher der Welt. und der Erhalt der Wälder in dieser Region ist ein zentraler Aspekt bei der Reduzierung der Auswirkungen der globalen Erwärmung.
Die Initiative „Fonds bleu pour le Bassin du Congo“ hat unter anderem zwei wichtige Ziele für die Subregion Afrikas: „Erhaltung der Wälder dieses Gebiets des Kontinents, dem zweitgrößten Kohlenstoffspeicher der Welt nach dem Amazonasbecken; und gleichzeitig Sicherstellung einer wirtschaftlichen Entwicklung, die es der Bevölkerung der Region ermöglicht, ihre Lebensqualität zu verbessern.“ («préserver les forêts de cette zone du continent, deuxième réservoir de carbone du monde après celui du Bassin d’Amazonie, tout en garantissant un développement économique permettant aux populations de la région d’améliorer leur qualité de vie»).
Der Fonds wird sich insbesondere an der Verbesserung der Schifffahrts- und Transportwege beteiligen und den Bau von Wasserkraftprojekten unterstützen. Darüber hinaus wird er die Entwicklung der Fischerei und Fischzucht ermöglichen und die Bewässerung im Hinblick auf eine Steigerung der Produktivität der Ackerflächen in den Savannen verstärken.
Der Fonds ist Teil des Programms «Economie bleue»,, welches von der Wirtschaftskommission für Afrika mit dem Ziel definiert wurde, nachhaltige Lösungen sowohl auf wirtschaftlicher als auch auf ökologischer Ebene zu gewährleisten.
Folgende Unterzeichnerländer des Abkommens zur Schaffung des Fonds waren auf der internationalen Konferenz in Oyo (Republik Kongo) vom 6. bis 9. März 2017 anwesend:
- Angola
- Burundi
- Kamerun
- Zentralafrikanische Republik
- Republik Kongo
- Demokratische Republik Kongo
- Gabun
- Äquatorialguinea
- Ruanda
- Tschad
- Tansania
- Sambia

Der Gründungsfonds muss sich aus Beiträgen der Unterzeichnerstaaten der Gründung sowie aus Beiträgen von Partnern zusammensetzen, die die Einrichtung des Fonds unterstützen (Regierungen, Wirtschaftsunternehmen, Stiftungen). Darüber hinaus werden Mittel aus dem Grünen Klimafonds (Green Climate Fund) der Rahmenübereinkommen der Vereinten Nationen über Klimaänderungen in Anspruch genommen, die der Bekämpfung der Erderwärmung und dem Umweltschutz dienen.

## Geschichte
Diese Initiative wurde ursprünglich am 16. November 2016 am Rande der UN-Klimakonferenz in Marrakesch 2016 (COP 22) in Marrakesch vom Präsidenten der Republik Kongo, Denis Sassou N’Guesso, angekündigt. und erlebte ihre erste Formalisierungsphase während eines internationalen Gipfels in Oyo (Republik Kongo) am 9. März 2017. Ziel des Gipfels war es, die Unterzeichnung einer Absichtserklärung über die Einrichtung des Fonds durch die Vertreter der zwölf betroffenen Länder zu erreichen. Dieses Abkommen verpflichtet die Unterzeichnerstaaten, personelle und finanzielle Ressourcen für die Umsetzung von Maßnahmen und Strategien bereitzustellen, die der „Blauen Wirtschaft“ in den Ländern des Kongobeckens dienen.
Das Projekt „Blauer Fonds für das Kongobecken“ ist Teil der Verpflichtungen, welche die Staatschefs beim ersten Afrikanischen Gipfeltreffen für Maßnahmen zur Förderung kontinentaler Ko-Entwicklung (Sommet africain de l’action en faveur d’une co-émergence continentale) eingegangen sind. Die Initiative wurde ursprünglich von der Brazzaville Foundation mit Unterstützung der Strategic Foresight Group ins Leben gerufen.